# Tapetosa darwini
Tapetosa darwini Framenau, Main, Harvey & Waldock, 2009 è un ragno appartenente alla famiglia Lycosidae.
È l'unica specie nota del genere Tapetosa.

## Distribuzione
L'olotipo maschile di questo genere è stato rinvenuto in Australia occidentale, nella località di McCann's Rock, sotto un affioramento superficiale di granito. Gli esemplari femminili, invece, nella riserva naturale Dunn Rock, 25 chilometri a nordovest della città di Ravensthorpe.

## Tassonomia
Dal 2009 non sono stati esaminati altri esemplari, né sono state descritte sottospecie al 2021.